# Die artige Kunst sich Feinde zu machen
Die artige Kunst sich Feinde zu machen (englisch The gentle art of making enemies: as pleasingly exemplified in many instances: wherein the serious ones of this earth, carefully exasperated, have been prettily spurred on to unseemliness and indiscretion, while overcome by an undue sense of right, in manchen deutschsprachigen Ausgaben auch Die feine Art sich Feinde zu machen oder Die vornehme Kunst sich Feinde zu machen) ist ein 1890 erschienenes Buch des amerikanischen Malers James McNeill Whistler.
Dieses Buch ausgewählter Korrespondenz und Kommentare ist alles andere als „gentle“.

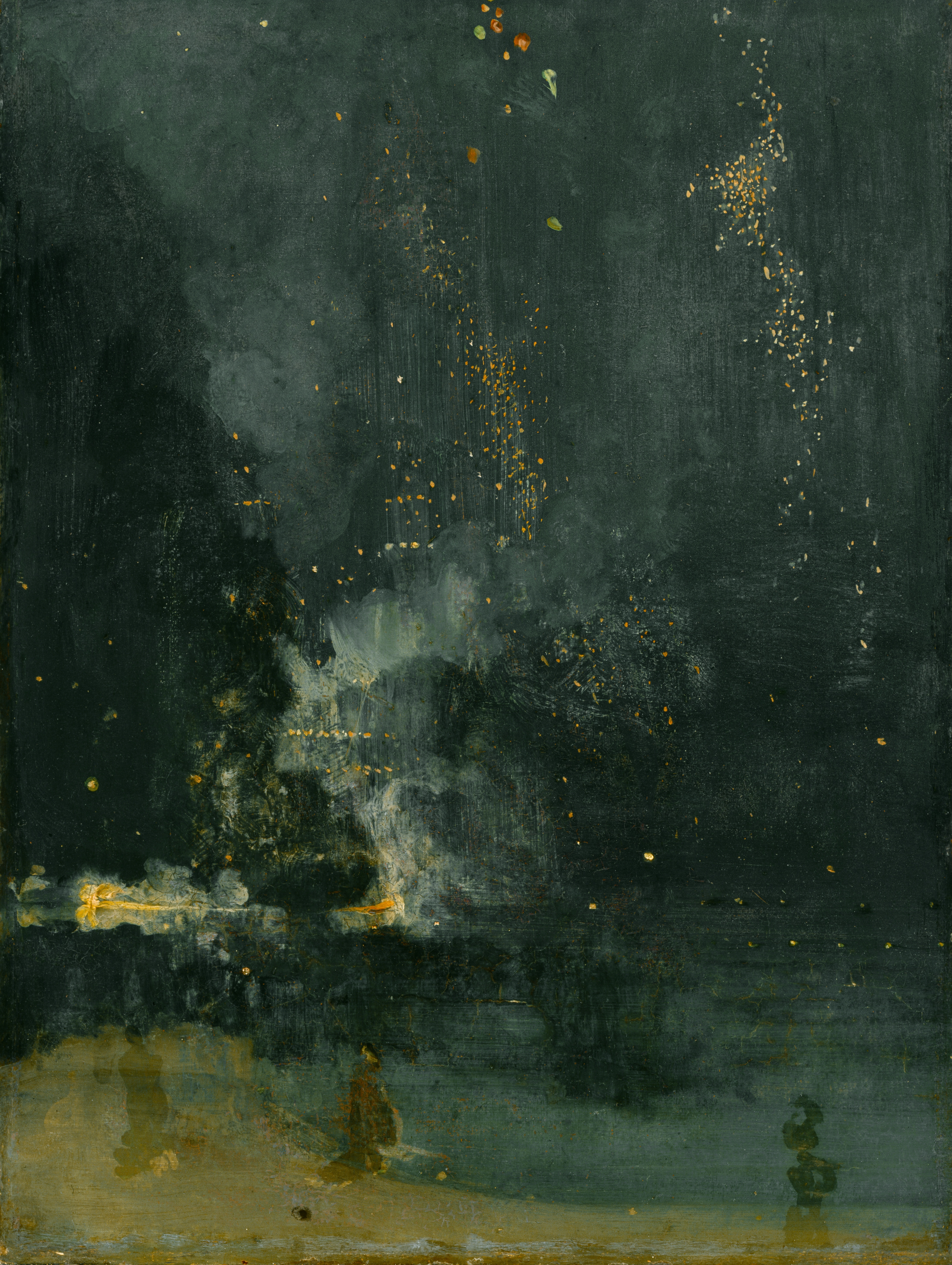
Nocturne in Schwarz und Gold: Die fallende Rakete

## Die Vorgeschichte
1874 entstand das Gemälde Nocturne in Schwarz und Gold: Die fallende Rakete und wurde 1877 in der Grosvenor Gallery in London ausgestellt. Der Kritiker John Ruskin schmähte das Werk und wurde von Whistler daraufhin verklagt.

## Das Buch

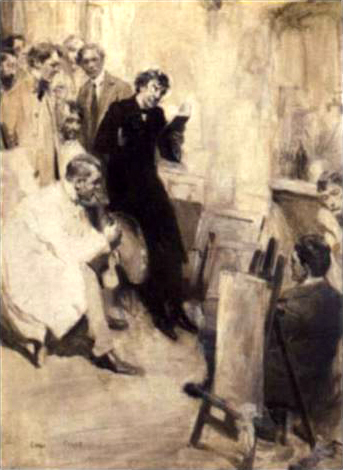
James McNeill Whistler liest aus Die artige Kunst sich Feinde zu machen in der Académie Carmen. Eine Illustration von Cyrus Cuneo fürs Pall Mall Magazine, 1906

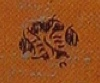
Whistlers Signatur, ein stilisierter Schmetterling. Detail aus Venezianische Szene, 1879

Whistler arbeitete mit Sheridan Ford an diesem Buch. Es war unter anderem Fords Aufgabe, die Archivarbeit im Britischen Museum zu übernehmen. Whistler entschloss sich jedoch, Ford nicht zu nennen, sondern ihn auszuzahlen. Daraufhin ließ Ford zunächst in Antwerpen, dann in Paris eine eigene Version drucken. Diese wurde beim Versuch der Einfuhr nach England beschlagnahmt. Ein weiterer Raubdruck entstand in Amerika, wurde aber Opfer eines Feuers. Whistler übernahm den Titel des Raubdrucks für sein eigenes Buch. Der Verleger William Heinemann setzte 1890 eine Auflage von 150 für den englischen Markt und 100 für den amerikanischen fest. Die 2. erweiterte Auflage erschien 1892.
Anstelle von Fuß- oder Endnoten werden Randbemerkungen verwendet. Sowohl die Beiträge von Whistler als auch seine Bemerkungen am Rand sind jeweils mit einem stilisierten Schmetterling, Whistlers Markenzeichen, signiert. Dabei handelt es sich um individuelle Zeichnungen, die jeweils dem Charakter des Eintrags angepasst sind. Auch auf dem Buchdeckel ersetzt der Schmetterling Whistlers Namen.
Seit seinem Erscheinen ist das Buch vielfach neu aufgelegt worden und auch in Ausschnitten wiedergegeben worden.
Die Widmung lautet:

“To The rare Few, who early in Life, have rid Themselves of the Friendship of the Many, these pathetic Papers are inscribed”

„Den Wenigen, die sich früh im Leben von der Freundschaft der Vielen befreiten, sind diese armseligen Papiere gewidmet“

### Prologue
Der Prolog ist das berühmte Zitat des einflussreichen Kunstkritikers John Ruskin:

“FOR Mr. Whistler's own sake, no less than for the protection of the purchaser, Sir Coutts Lindsay ought not to have admitted works into the gallery in which the ill-educated conceit of the artist so nearly approached the aspect of wilful imposture. I have seen, and heard, much of cockney impudence before now; but never expected to hear a coxcomb ask two hundred guineas for flinging a pot of paint in the public's face.”

„Mr. Whistler zuliebe, nicht weniger als zum Schutz des Käufers, hätte Sir Coutts Lindsay keine Werke in die Galerie aufnehmen sollen, in denen der schlecht ausgebildete Dünkel eines Künstlers so nahe an den Aspekt mutwilliger Hochstapelei kommt. Ich habe schon viel Cockney-Flegelei gesehen und gehört; aber ich habe nie erwartet, einen Geck zweihundert Guineen fordern zu hören, dafür, dass er dem Publikum einen Topf Farbe in das Gesicht schleudert.“

### The Action
Der erste Abschnitt, The Action, ist ein Protokoll der Gerichtsverhandlung im Verleumdungsprozess von Whistler gegen Ruskin. Allerdings hat sich Whistler mit den Aussagen einige Freiheiten erlaubt. Das Urteil ist denkbar kurz in sechs Wörtern wiedergegeben: „Verdict for plaintiff. Damages one farthing.“ Die Entschädigung von einem Farthing entspricht dem Viertel eines Penny.

### Whistler v. Ruskin: Art and Art Critics
Im Dezember 1878 veröffentlichte Whistler erstmals seine Sicht des Prozesses, das Pamphlet Whistler v. Ruskin: Art and Art Critics. Dem Abdruck des Textes im Buch schließen sich Kritiken, unter anderem von Tom Taylor, dem Herausgeber des Punch, und Erwiderungen von Whistler an.

### Mr. Whistler and his Critics – A Catalogue
Der Abschnitt beginnt mit einer Auflistung von 51 kurzen Kritikerzitaten, die mehrheitlich ablehnend sind. Es schließen sich längere Texte (jeweils ein bis zwei Seiten) von Kritikern und Whistler an.

#### The Red Rag
1878 gab Whistler der The World: A Journal for Men and Women ein Interview für ihre Serie Celebrities at Home:

“why should not I call my works symphonies, arrangements, harmonies, nocturnes, and so forth? I know that many good people whose sense of humour is not very capacious think my nomenclature funny and myself eccentric....But what do not they give me credit for meaning something, and knowing what I mean.”

„Wieso sollte ich meine Werke nicht Symphonien, Arrangements, Harmonien, Nocturnes und so weiter nennen? Ich weiß, dass viele gute Leute, deren Humor nicht sehr aufnahmefähig ist, meine Nomenklatur lustig und mich exzentrisch finden....Aber warum erkennen sie nicht an, dass ich etwas meine, und weiß, was ich meine.“

Als Whistler das überarbeitete Interview in das Buch aufnahm, war sein vormaliger Sinn für Humor geschwunden. Daher auch der provokative Titel dieses Abschnitts.

### Mr. Whistler’s “Ten O’Clock”
Am 20. Februar 1885 um 22.00 Uhr hielt Whistler in der Prince’s Hall in London eine Vorlesung, die wegen des skandalbehafteten Erfolgs in Oxford und Cambridge wiederholt wurde. Ein Abdruck dieser 10-Uhr-Vorlesung bildet diesen Abschnitt des Buches.
Whistler sagt in dieser Vorlesung, dass die Natur alle Formen und Farben bereits enthält, so wie die Tastatur des Klaviers alle Noten enthält. Aufgabe des Künstlers sei es auszuwählen und zu gruppieren, so dass Schönheit entsteht.

“To say to the painter, that Nature is to be taken as she is, is to say to the player, that he may sit on the piano.”

„Dem Maler zu sagen, er möge die Natur nehmen wie sie ist, ist dem Musiker sagen, er möge auf dem Klavier sitzen.“

Der Vorlesung folgt im Buch eine Besprechung von Oscar Wilde sowie Erwiderungen von Whistler und Wilde. Es schließen sich Zeitungsartikel sowie Briefe Whistlers an die Zeitungen an.

#### Autobiographical
Dieser Abschnitt ist in der 2. Auflage hinzugefügt worden. Der kurze Abschnitt beschäftigt sich mit der Frage der Fertigstellung eines einzelnen Gemäldes.

### Nocturnes, Marines, and Chevalet Pieces – A Catalogue
Dieser Abschnitt ist ein Ausstellungskatalog. Es werden 44 Gemälde Whistlers namentlich aufgelistet. Gegebenenfalls werden die jeweiligen Leihgeber genannt. Außerdem werden in unterschiedlichem Ausmaß Kritiken der einzelnen Bilder zitiert. Abbildungen sind nicht enthalten.

Arrangement in Grau und Schwarz: Porträt der Mutter des Künstlers

Das letzte benannte Bild ist das heute berühmte Arrangement in Grau und Schwarz: Porträt der Mutter des Künstlers. Auf der Ausstellung war es nur als Fotografie vorhanden. Über eineinhalb Seiten werden ablehnende Kritiken zitiert. Es schließt sich ein „Résumé“ an: Eine Reihe, teilweise ablehnender, Bemerkungen zu Whistlers Arbeit. Den Abschluss bildet die „Moral“: Eine Notiz darüber, dass das Arrangement in Grau und Schwarz ausgewählt worden ist, die moderne britische Kunst in dem Pariser Museé du Luxembourg zu repräsentieren.
Das Buch endet mit einem Index.

## Deutsche Ausgaben
Die deutsche Erstausgabe erschien 1909 bei Bruno Cassirer in Berlin in der Übersetzung von Margarete Mauthner. 1972 erschien in Zürich eine deutsche Ausgabe. Weitere folgten 1984 in Zürich, Leipzig und Hanau. 1996 erschien das Buch erneut in Dresden und in Hamburg.

## Andere Verwendungen vonThe Gentle Art of Making Enemies
The Gentle Art of Making Enemies ist ein Album der Band Near Miss und ein Song der Gruppe Faith No More. Außerdem ist es der Titel eines bei dem Print-on-Demand-Dienstleister Lulu.com erschienenen Buches von Hattie Spires und Andrew Collard. Des Weiteren ist es der Name eines englischen Magazins. Auch sonst wird der Name im englischen Sprachraum verwendet.